# Daemokjang
Il daemokjang (대목장?, 大木匠?) è un maestro carpentiere incaricato dell'intero processo di costruzione di un edificio in legno tradizionale coreano (come un palazzo reale, un tempio o un edificio militare). Tale processo include il disegno, la lavorazione del legno e la supervisione generale della costruzione. Dal 2010, il daemokjang è tutelato dall'UNESCO come patrimonio culturale immateriale della Corea del Sud.

## Storia
Il termine daemokjang è stato coniato per distinguere questa figura da quella del somokjang (incaricato della realizzazione del mobilio in legno). Il daemokjang controlla coloro che lavorano alla realizzazione del tetto, i muratori, gli stuccatori e gli artisti di dancheong (pittura ornamentale tradizionale coreana). Inoltre, si occupa anche di manutenzione, riparazione e restaurazione di edifici storici come case tradizionali coreane e palazzi. Infatti, in passato, gli edifici che costituivano i palazzi reali ed i templi erano interamente costruiti in legno e i daemokjang erano impiegati come ufficiali di governo.
Circa 70 ufficiali nel periodo di Silla Unificato (668-935) erano daemokjang e questa tradizione continuò durante il periodo Goryeo (877-1394) e Joseon (1392-1910). L'archivio della Ricostruzione della Porta Sungnyemun scritto durante il regno di Sejong (1418-1450) riporta che un daemokjang era considerato un ufficiale di quinto grado. La tradizione di assumere carpentieri come ufficiali di governo terminò solo verso la fine del periodo Joseon. In epoca moderna le abilità dei daemokjang vengono richieste solo in casi limitati come  la realizzazione di un tempio o di una casa privata.

## Operato
Le strutture di legno realizzate dai daemokjang sono semplici e prive di ornamenti, caratteristiche classiche e distintive nella tradizionale architettura coreana. Il processo lavorativo del daemokjang inizia con l'incidere la corteccia del legno che sarà utilizzato per la costruzione dell'edificio. Successivamente, vengono disegnate le linee per i pilastri e gli elementi ornamentali che saranno poi tagliati e rifiniti. Sulle fondamenta vengono quindi eretti i pilastri. Esistono diverse tipologie e stili di pilastri a cui potersi ispirare in base alla tipologia di edificio che si sta costruendo. Inoltre, la tecnica richiesta per incastrare i pilastri nelle pietre delle fondamenta è estremamente complessa e necessita una pianificazione metodica. In genere, la fila di pilastri presenta pilastri più alti verso le estremità rispetto a quelli centrali: in questo modo si evita che le estremità appaiano curve. La travatura di sostegno è realizzata su misura per i pilastri.
Successivamente, il daemokjang elabora dei supporti ornamentali che collegano i pilastri alla travatura. Si procede poi con architravi e arcarecci. L'intero progetto è ideato in modo tale che il tetto curvi naturalmente ed è in questa prospettiva che gli sforzi del daemokjang sono concentrati maggiormente. Una volta che il tetto è completato, viene realizzato un cartello che documenta il nome del daemokjang e degli addetti ai lavori per quel determinato progetto assieme alla data in cui i pilastri sono stati eretti. Il cartello in genere è posizionato sotto l'ultimo livello del tetto.